# Hitimpulse
Hitimpulse ist ein internationales Musikproduzententeam mit Studios in Berlin, das mit Künstlern wie Ellie Goulding, Kygo, Ava Max, Felix Jaehn & Herbert Grönemeyer zusammen arbeitet. Seit 2025 sind Teile der Quartetts als Bees & Honey unterwegs.

## Geschichte
Das Team um Hitimpulse besteht aus Jonas Kalisch, Jeremy Chacon, Alexsej Vlasenko & Henrik Meinke. Die vier Musiker lernten einander kurz nach der Schulzeit kennen und beschlossen sich 2014 in Berlin zu einem Produktionsteam zusammenzuschließen.
Anfang 2015 produzierten die Vier einen Remix zu Ed Sheerans Akustikcover von I’m In Love With The Coco, dessen Original-Version von O.T. Genasis stammt. Der Remix entwickelte sich zu einem viralen Hit und wurde weltweit über 200 Millionen Mal auf SoundCloud, YouTube & Spotify abgespielt. Es folgten weitere Collaborations mit dem deutschen DJ Felix Jaehn (Cut The Cord), sowie der Songwriterin Bibi Bourelly (Cover Girls).
2017 komponierte und produzierte das Team den Song First Time für den norwegischen DJ Kygo und die britische Sängerin Ellie Goulding. Dieser verkaufte sich weltweit über zwei Millionen Mal und wurde in über zehn Ländern mit Gold- und Platinschallplatten ausgezeichnet. Im selben Jahr verhalfen sie der finnischen Sängerin Alma mit der Single Chasing Highs zu ihrem internationalen Durchbruch.
Mitte 2019 gründeten die vier Musiker ihren eigenen Verlag und ihr eigenes Label unter dem Namen Kookie Diamond. Als erste Veröffentlichung folgte die Single Some Say der schwedischen Künstlerin Nea. Der Song schafft es in elf Ländern an die Spitze der Radiocharts und auf über eine Milliarde Streams.
Seit 2025 sind die Mitglieder Jeremy Chacon, Jonas Kalisch und Alexsej Vlasenko auch als Produzententrio Bees & Honey unterwegs.

## Diskografie

### Singles
| Jahr | Titel                     | Anmerkungen                                                |
| ---- | ------------------------- | ---------------------------------------------------------- |
| 2016 | I’m in Love with the Coco | Erstveröffentlichung: 26. August 2016                      |
| 2016 | Cut the Cord              | Erstveröffentlichung: 20. Mai 2016 mit Felix Jaehn         |
| 2017 | Covergirls                | Erstveröffentlichung: 15. September 2017 mit Bibi Bourelly |

### Autorenbeteiligung und Produktionen
| Jahr | Titel                   | Interpretation                           | Rolle                           |
| ---- | ----------------------- | ---------------------------------------- | ------------------------------- |
| 2016 | White T-Shirt           | Shinee / Jonghyun                        | Autorenbeteiligung & Produktion |
| 2016 | Keep Telling Them       | Julian Perretta                          | Autorenbeteiligung & Produktion |
| 2016 | Radar                   | Julian Perretta                          | Autorenbeteiligung & Produktion |
| 2016 | Babylon                 | Julian Perretta                          | Autorenbeteiligung & Produktion |
| 2016 | Crash                   | Julian Perretta                          | Autorenbeteiligung & Produktion |
| 2016 | Jeder für Jeden         | Felix Jaehn & Herbert Grönemeyer         | Produktion                      |
| 2016 | Nothing Like This       | Blonde & Craig David                     | Produktion                      |
| 2016 | Can’t Go Home           | Steve Aoki, Felix Jaehn & Adam Lambert   | Produktion                      |
| 2016 | Karma                   | ALMA                                     | Autorenbeteiligung & Produktion |
| 2016 | Bonfire                 | Felix Jaehn feat. ALMA                   | Produktion                      |
| 2017 | Chasing Highs           | ALMA                                     | Autorenbeteiligung & Produktion |
| 2017 | First Time              | Kygo & Ellie Goulding                    | Autorenbeteiligung & Produktion |
| 2017 | Hot2Touch               | Felix Jaehn feat. Hight & Alex Aiono     | Produktion                      |
| 2017 | Just For One Night      | Blonde & Astrid S                        | Autorenbeteiligung & Produktion |
| 2017 | World Can Wait          | Sam Feldt & Robert Falcon                | Autorenbeteiligung & Produktion |
| 2018 | Millionaire             | Felix Jaehn                              | Autorenbeteiligung & Produktion |
| 2018 | One More Day            | Afrojack & Jewelz & Sparks               | Autorenbeteiligung              |
| 2018 | Sunrise In The East     | Becky Hill                               | Produktion                      |
| 2018 | Tumult                  | Herbert Grönemeyer                       | Produktion                      |
| 2018 | None Of My Business     | Cher Lloyd                               | Autorenbeteiligung & Produktion |
| 2019 | Baby Girl               | Big Tobz                                 | Autorenbeteiligung & Produktion |
| 2019 | M.I.A                   | Cher Lloyd                               | Produktion                      |
| 2019 | Sink Deeper             | Moti & Icona Pop                         | Autorenbeteiligung & Produktion |
| 2019 | One Shot                | Prettymuch                               | Autorenbeteiligung & Produktion |
| 2019 | Lonely Night            | ALMA                                     | Autorenbeteiligung & Produktion |
| 2019 | Slow Dance              | AJ Mitchell & Ava Max                    | Autorenbeteiligung & Produktion |
| 2019 | Some Say                | Nea                                      | Autorenbeteiligung & Produktion |
| 2019 | Worst Behaviour         | ALMA & Tove Lo                           | Autorenbeteiligung & Produktion |
| 2019 | Somebody Else           | Isac Elliott                             | Autorenbeteiligung & Produktion |
| 2019 | Sparko                  | Chip                                     | Autorenbeteiligung & Produktion |
| 2020 | Dedicated               | Nea                                      | Autorenbeteiligung & Produktion |
| 2020 | Stay All Night          | ALMA                                     | Autorenbeteiligung & Produktion |
| 2020 | Sicko                   | Felix Jaehn feat. Gashi & Faangs         | Autorenbeteiligung & Produktion |
| 2020 | No Therapy              | Felix Jaehn feat. Nea & Bryn Christopher | Autorenbeteiligung              |
| 2021 | Pillow                  | Kelvin Jones                             | Autorenbeteiligung              |
| 2021 | Call You Mine           | David Puentez & Nina Chuba               | Autorenbeteiligung              |
| 2021 | Candy Flip              | Eldzhey                                  | Autorenbeteiligung & Produktion |
| 2021 | Don’t be afraid         | Nico & Vinz                              | Autorenbeteiligung & Produktion |
| 2021 | Keine Lovesongs         | Badchieff                                | Produktion                      |
| 2021 | Der letzte Song         | Clueso & Mathea                          | Autorenbeteiligung & Produktion |
| 2021 | Don't Deserve This      | Nea & Sandro Cavazzo                     | Autorenbeteiligung & Produktion |
| 2022 | Meow                    | Kontra K & Eldzhey                       | Produktion                      |
| 2022 | Hopeless Heart          | Keanu Silva & Toby Romeo feat. Sasha     | Autorenbeteiligung & Produktion |
| 2022 | UonU                    | Yung Bleu & Kaliii                       | Autorenbeteiligung & Produktion |
| 2022 | Stop by My Window       | Ronis Goliath                            | Autorenbeteiligung & Produktion |
| 2022 | Foo7                    | Ronis Goliath                            | Autorenbeteiligung & Produktion |
| 2022 | Femminello              | Nina Chuba                               | Autorenbeteiligung & Produktion |
| 2022 | Vanish                  | Dro Kenji                                | Autorenbeteiligung & Produktion |
| 2022 | Winter                  | Montez                                   | Autorenbeteiligung & Produktion |
| 2023 | Some Say                | Adam Ulanicki                            | Autorenbeteiligung & Produktion |
| 2023 | In the Morning          | Imanbek & Trevor Daniel                  | Autorenbeteiligung & Produktion |
| 2023 | Solo                    | Nina Chuba                               | Autorenbeteiligung & Produktion |
| 2023 | Sunglasses              | Imanbek & Baby B3ns                      | Autorenbeteiligung & Produktion |
| 2023 | Dopamin                 | Montez & Esther Graf                     | Autorenbeteiligung & Produktion |
| 2023 | Nikes                   | Sampagne                                 | Autorenbeteiligung & Produktion |
| 2023 | Djokovic                | Sampagne                                 | Autorenbeteiligung & Produktion |
| 2023 | Sommer                  | Casper & Cro                             | Autorenbeteiligung & Produktion |
| 2023 | Wimpernschlag           | Casper                                   | Autorenbeteiligung & Produktion |
| 2023 | Bist du noch da         | Casper                                   | Autorenbeteiligung & Produktion |
| 2023 | Immer noch nervös       | Casper                                   | Autorenbeteiligung & Produktion |
| 2023 | I Can’t Be the Only One | Sera & Younotus                          | Autorenbeteiligung & Produktion |
| 2025 | Show Me Love            | WizTheMc feat. Bees & Honey              | Autorenbeteiligung & Produktion |
| 2025 | Take My Mind            | WizTheMc feat. Bees & Honey              | Autorenbeteiligung & Produktion |

### Remixe
- Zara Larsson – Only You
- Rihanna – Bitch Better Have My Money
- Rae Sremmurd – No Type
- Becky G – Can’t Stop Dancing
- Sam Smith – Fast Car
- The King’s Son & Shaggy – I’m Not Rich[19]
- Ed Sheeran – Coco[20]
- Parson James – Temple

## Auszeichnungen für Musikverkäufe
| Goldene Schallplatte - Dänemark - 2024: für die Single I’m in Love with the Coco |

| Land/RegionAuszeichnungen für Musikverkäufe (Land/Region, Auszeichnungen, Verkäufe, Quellen) | Gold  | Platin | Verkäufe | Quellen |
| -------------------------------------------------------------------------------------------- | ----- | ------ | -------- | ------- |
| Dänemark (IFPI)                                                                              | Gold1 | —      | 45.000   | ifpi.dk |
| Insgesamt                                                                                    | Gold1 | —      |          |         |